# Ellis Kolchin
Ellis Robert Kolchin (* 18. April 1916 in New York City; † 30. Oktober 1991 ebenda) war ein US-amerikanischer Mathematiker.

## Leben
Kolchin studierte an der Columbia University, wo er 1941 bei Joseph Ritt promovierte (On the Exponents of Differential Ideals, Annals of Mathematics 1941), aber schon vorher mit Ritt publizierte. Während des Zweiten Weltkriegs arbeitete er für den Geheimdienst der US Navy in Washington, D.C. und im Pazifik. Danach war er wieder an der Columbia University, wo er Professor wurde, wo er 1986 emeritierte, aber auch danach weiterforschte. Er war unter anderem Gastwissenschaftler an der Sorbonne (1954/55 als Guggenheim Fellow) und der Universität Paris (1960/61), am Institute for Advanced Study, am Tata Institute of Fundamental Research und am RIMS in Kyōto. 1965 hielt er Vorlesungen in der Sowjetunion, erleichtert dadurch, dass er fließend Russisch sprach.
Wie sein Lehrer Ritt beschäftigte er sich mit algebraischer Theorie der Differentialgleichungen und Differentialalgebra, speziell der Galoistheorie von Körpern von Differentialen. Er galt als Autorität auf dem Gebiet der Differentialalgebra und leitete darüber 30 Jahre lang ein Seminar an der Columbia University.
Er war seit 1976 Mitglied der American Academy of Arts and Sciences. 1975 war er Colloquium Lecturer der American Mathematical Society. 1966 war er Invited Speaker auf dem ICM in Moskau (Some problems in differential algebra). 1983 wurde er Fellow der American Association for the Advancement of Science.

## Schriften
- Differential algebra and algebraic groups, Academic Press 1973
- Differential algebraic groups, Academic Press 1985
- Hyman Bass, Alexandru Buium, Phyllis Cassidy: Selected Works of Ellis Kolchin with Commentary, American Mathematical Society 1999